# Lob (cráter de Puck)
Lob es un cráter de impacto en Puck, una luna de Urano. El nombre del cráter fue aprobado por la IAU en honor a Lob, un espíritu travieso británico. Fue descubierto en 1988 por la Voyager 2 junto a los otros 2 cráteres de la luna: Butz y Bogle.